# سيفو (لعبة فيديو)
سيفو (بالإنجليزية: Sifu) هي لعبة أكشن-مغامرات بيتم أب، من تطوير استوديو سلوكلاب ونشر كيبلر إنتراكتيف،  صدرت في 8 فبراير 2022 على أجهزة مايكروسوفت ويندوز، بلاي ستيشن 4 وبلاي ستيشن 5.

## الاستقبال
| استقبال |                          |
| --- | ------------------------ |
| مجموع النقاط المجموع نقاط ميتاكريتيك (PC) 76/100 [ 5 ] (PS5) 81/100 [ 6 ] نتائج المراجعة نشرة نقاط دستركتويد 9/10 [ 7 ] غيم إنفورمر 7.25/10 [ 8 ] غيم ريفولوشن [ 9 ] غيم سبوت 9/10 [ 10 ] غيمز رادار [ 11 ] آي جي إن 9/10 [ 12 ] |                          |
| مجموع النقاط |                          |
| المجموع | نقاط                     |
| ميتاكريتيك | (PC) 76/100 (PS5) 81/100 |
| نتائج المراجعة |                          |
| نشرة | نقاط                     |
| دستركتويد | 9/10                     |
| غيم إنفورمر | 7.25/10                  |
| غيم ريفولوشن | [ 9 ]                    |
| غيم سبوت | 9/10                     |
| غيمز رادار | [ 11 ]                   |
| آي جي إن | 9/10                     |